# Liste der iranischen Botschafter in Deutschland

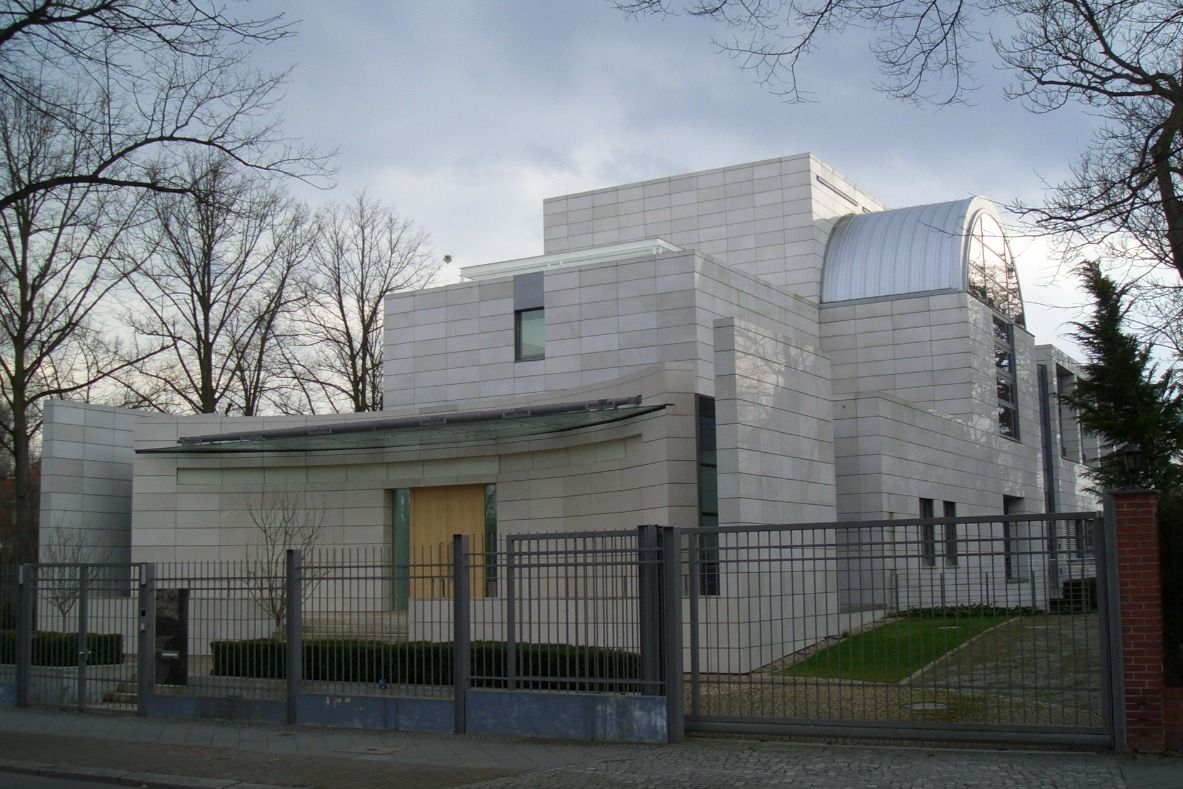
Botschaft der Islamischen Republik Iran, Podbielskiallee 65–67, Berlin-Dahlem

Liste der persischen und iranischen Botschafter in Deutschland.

## Geschichte
Das erste bilaterale Freundschafts-, Handels- und Schifffahrtsabkommen unterzeichneten im Juni 1857 Gesandte von Friedrich Wilhelm IV. als Vertreter des Deutschen Bundes mit Farouk Khan dem Vertreter von Nāser ad-Din Schah in Paris.
Die Adresse der Gesandtschaft (ab Juni 1955 Botschaft) Persiens bzw. Irans:
- 1918: Kurfürstendamm 157/158, Berlin
- 1933: Tiergartenstraße 33, Berlin 35
- 1950: Neue Weinsteige 21, Stuttgart
- 1958/59: Parkstraße 5, 5000 Köln-Marienburg,
- 1973/75–2000: Godesberger Allee 133–137, Bonn
- 2000: Podbielskiallee 65–67, 14195 Berlin

## Missionschefs
| Ernennung     | Abberufung    | Name                                   | Bemerkungen                                                                          | ernannt von                      | akkreditiert bei                |
| ------------- | ------------- | -------------------------------------- | ------------------------------------------------------------------------------------ | -------------------------------- | ------------------------------- |
| 1873          |               |                                        | Aufnahme diplomatischer Beziehungen                                                  |                                  |                                 |
| 1873          | 1886          | Mirza Malkom Khan                      |                                                                                      |                                  | Deutsches Reich                 |
| 22. Juni 1889 | 1901          | Reza Khan Geranmayeh Moayyedossaltaneh |                                                                                      | Nāser ad-Din Schah               | Deutsches Reich                 |
| 1903          | 1911          | Hovhannes Khan Massehian               | Geschäftsträger                                                                      | Nāser ad-Din Schah               | Deutsches Reich                 |
| 1916          | 1920          | Hussein Kuli Khan Nawab                |                                                                                      | Ahmad Schah Kadschar             | Deutsches Reich                 |
| 5. Sep. 1920  |               | Abdul Ali Khan Sadigh-es-Saltaneh      |                                                                                      | Ahmad Schah Kadschar             | Deutsches Reich                 |
| 1921          | 1927          | Hovhannes Khan Massehian               |                                                                                      | Ahmad Schah Kadschar             | Deutsches Reich                 |
| 1929          | 1930          | vakant                                 |                                                                                      |                                  |                                 |
| 1930          | 1931          | Mirza Mohamed Ali Khan Farzine         |                                                                                      | Reza Schah Pahlavi               | Deutsches Reich und Niederlande |
| 1932          | 1933          | Anajatollaah Khan Samiy                |                                                                                      | Reza Schah Pahlavi               | Deutsches Reich                 |
| 1934          | 1934          | Abol Qassem Nadschm                    |                                                                                      | Reza Schah Pahlavi               | Deutsches Reich                 |
| 1935          | 1938          | Mohsen Raïs                            |                                                                                      | Reza Schah Pahlavi               | Deutsches Reich                 |
| 4. Nov. 1937  |               | Nader Arasteh                          |                                                                                      | Reza Schah Pahlavi               | Deutsches Reich                 |
| 4. Nov. 1937  |               | Abol Qassem Nadschm                    |                                                                                      | Reza Schah Pahlavi               | Deutsches Reich                 |
| 11. Juli 1939 |               | Abdul-Vahab Bader                      |                                                                                      | Reza Schah Pahlavi               | Deutsches Reich                 |
| 10. Sep. 1941 | 1945          |                                        | Unterbrechung der Beziehungen                                                        |                                  |                                 |
| 17. Feb. 1950 |               | Abdullah Entezam-Saltaneh              | Missionssitz: Stuttgart, Botschaftssekretäre: Hassan Ali Mansour, Amir Abbas Hoveyda | Mohammad Reza Pahlavi            | Bundesrepublik Deutschland      |
| 1951          | 25. Juli 1961 | Khalil Esfandiary Bakhtiary            |                                                                                      | Mohammad Reza Pahlavi            | Bundesrepublik Deutschland      |
| 5. Aug. 1961  |               | Amir-Chosrou Afschar                   |                                                                                      | Mohammad Reza Pahlavi            | Bundesrepublik Deutschland      |
| 1963          | 1965          | Ali Gholi Ardalan                      |                                                                                      | Mohammad Reza Pahlavi            | Bundesrepublik Deutschland      |
| 3. Feb. 1966  | 1. Okt. 1970  | Mozaffar Malek                         |                                                                                      | Mohammad Reza Pahlavi            | Bundesrepublik Deutschland      |
| 1971          |               | Dr. Hossein-Ali Loghman-Adham          |                                                                                      | Mohammad Reza Pahlavi            | Bundesrepublik Deutschland      |
| 1973          | 1977          | Amir Aslan Afshar                      |                                                                                      | Mohammad Reza Pahlavi            | Bundesrepublik Deutschland      |
| 1979          | 1983          | Mohammad Mahdi Nawab Motlagh           |                                                                                      |                                  | Bundesrepublik Deutschland      |
| 1983          | 1987          | Mohammad Djawad Salari                 |                                                                                      | Ali Chamene’i                    | Bundesrepublik Deutschland      |
| 1987          | 1991          | Mahdi Mostafawi Ahari (Mostafavi)      |                                                                                      | Ali Chamene’i                    | Bundesrepublik Deutschland      |
| 1991          | 1997          | Hossein Mousavian                      |                                                                                      | Ali Akbar Hāschemi Rafsandschāni | Bundesrepublik Deutschland      |
| 1998          | 2002          | Ahmad Azizi                            |                                                                                      | Mohammad Chatami                 | Bundesrepublik Deutschland      |
| 2002          | 2005          | Seyed Shamsedin Khareghani             |                                                                                      | Mohammad Chatami                 | Bundesrepublik Deutschland      |
| 2006          | 2008          | Mohammad-Mehdi Akhoundzadeh Basti      |                                                                                      | Mahmud Ahmadinedschad            | Bundesrepublik Deutschland      |
| 2008          | 2014          | Ali Reza Sheikh Attar                  |                                                                                      | Mahmud Ahmadinedschad            | Bundesrepublik Deutschland      |
| 2014          | 2018          | Ali Majedi                             |                                                                                      | Hassan Rohani                    | Bundesrepublik Deutschland      |
| 2019          | 2025          | Mahmoud Farazandeh                     |                                                                                      | Hassan Rohani                    | Bundesrepublik Deutschland      |
| 2025          |               | Majid Nili Ahmadabadi                  |                                                                                      | Massud Peseschkian               | Bundesrepublik Deutschland      |